# Liste des aéroports à Hawaï
Cet article dresse une liste des aéroports de Hawaii ( État américain ), regroupés par type et triés par lieu. Il contient tous les aéroports publics et militaires de l'état. Certains aéroports à usage privé et anciens aéroports peuvent être inclus, le cas échéant, tels que les aéroports qui étaient auparavant publics, ceux avec escales commerciales enregistrées par la FAA ou les aéroports auxquels un code d'aéroport IATA a été attribué.

## Carte
| Honolulu Hana Hilo Kahului Kalaupapa Kapalua Kona Lanai Līhuʻe Molokai Waimea-Kohala |

## Liste
| Rang selon la FAA                    | Ville                              | Île     | FAA  | AITA | ICAO                   | Aéroport                                                          |
| ------------------------------------ | ---------------------------------- | ------- | ---- | ---- | ---------------------- | ----------------------------------------------------------------- |
| Aéroport principal - commercial      | Hilo                               | Hawaï   | ITO  | ITO  | PHTO                   | Aéroport international d'Hilo                                     |
| Aéroport principal - commercial      | Honolulu,                          | Oahu    | HNL  | HNL  | PHNL                   | Aéroport international d'Honolulu                                 |
| Aéroport principal - commercial      | Kahului                            | Maui    | OGG  | OGG  | PHOG                   | Aéroport de Kahului                                               |
| Aéroport principal - commercial      | Kailua-Kona                        | Hawaï   | KOA  | KOA  | PHKO                   | Aéroport international de Kona                                    |
| Aéroport principal - commercial      | Kaunakakai,                        | Molokai | MKK  | MKK  | PHMK                   | Aéroport de Molokai (en)                                          |
| Aéroport principal - commercial      | Lanai City,                        | Lanai   | LNY  | LNY  | PHNY                   | Aéroport de Lanai                                                 |
| Aéroport principal - commercial      | Lihue                              | Kauai   | LIH  | LIH  | PHLI                   | Aéroport de Lihue                                                 |
| Autre aéroport avec trafic passagers | Hana, Maui                         | Maui    | HNM  | HNM  | PHHN                   | Hana Airport                                                      |
| Autre aéroport avec trafic passagers | Kalaupapa, Molokai                 | Molokai | LUP  | LUP  | PHLU                   | Kalaupapa Airport                                                 |
| Autre aéroport avec trafic passagers | Kamuela (Waimea)                   | Hawaï   | MUE  | MUE  | PHMU                   | Waimea-Kohala Airport                                             |
| Autre aéroport avec trafic passagers | Lahaina                            | Maui    | JHM  | JHM  | PHJH                   | Kapalua Airport                                                   |
| Aéroport de secours/décongestion     | Kapolei                            | Oahu    | JRF  |      | PHJR                   | Kalaeloa Airport (John Rodgers Field)                             |
| Aviation générale                    | Hanapepe, Kauai                    |         | PAK  | PAK  | PHPA                   | Port Allen Airport                                                |
| Aviation générale                    | Hawi, Hawaii                       |         | UPP  | UPP  | PHUP                   | Upolu Airport                                                     |
| Aviation générale                    | Mokuleia, Oahu                     |         | HDH  | HDH  | PHDH                   | Dillingham Airfield                                               |
| Base aérienne militaire              | Honolulu, Oahu                     |         | HNL  | HIK  | PHIK                   | Hickam Air Force Base (shares runways with Honolulu Int'l)        |
| Base aérienne militaire              | Honolulu, Oahu                     |         | NPS  |      | PHNP                   | NALF Ford Island                                                  |
| Base aérienne militaire              | Kaneohe, Oahu                      |         | NGF  |      | PHNG                   | MCAF Kaneohe Bay (Marine Corps Base Hawaii)                       |
| Base aérienne militaire              | Kekaha, Kauai                      |         | BKH  | BKH  | PHBK                   | Pacific Missile Range Facility at Barking Sands                   |
| Base aérienne militaire              | Pohakuloa Training Area, Hawaii    |         | BSF  | BSF  | PHSF                   | Bradshaw Army Airfield                                            |
| Base aérienne militaire              | Tern Island, French Frigate Shoals |         | HFS  |      | PHHF                   | French Frigate Shoals Airport                                     |
| Base aérienne militaire              | Wahiawa, Oahu                      |         | HHI  | HHI  | PHHI                   | Wheeler Army Airfield                                             |
| Aérodrome privé                      | Hanalei, Kauai                     |         | HI01 | HPV  |                        | Princeville Airport (former FAA identifier: HPV)                  |
| Anciens aérodromes                   | Ewa, Oahu                          |         |      |      | MCAS Ewa (closed 1952) |                                                                   |
| Anciens aérodromes                   | Ka Lae, Hawaii                     |         |      |      |                        | Morse Field (closed 1952)                                         |
| Anciens aérodromes                   | Kailua-Kona, Hawaii                |         |      |      |                        | Old Kona Airport (converted to park in 1970)                      |
| Anciens aérodromes                   | Lahaina, Maui                      |         | HKP  | HKP  | PHKP                   | Kaanapali Airport (closed 1986)                                   |
| Anciens aérodromes                   | Schofield Barracks, Oahu           |         |      |      |                        | Stanley Army Airfield (closed 1940s, now part of the golf course) |

## Statistiques
Pour des raisons techniques, il est temporairement impossible d'afficher le graphique qui aurait dû être présenté ici.

Voir la requête brute et les sources sur Wikidata.